# Bōei Daigakkō

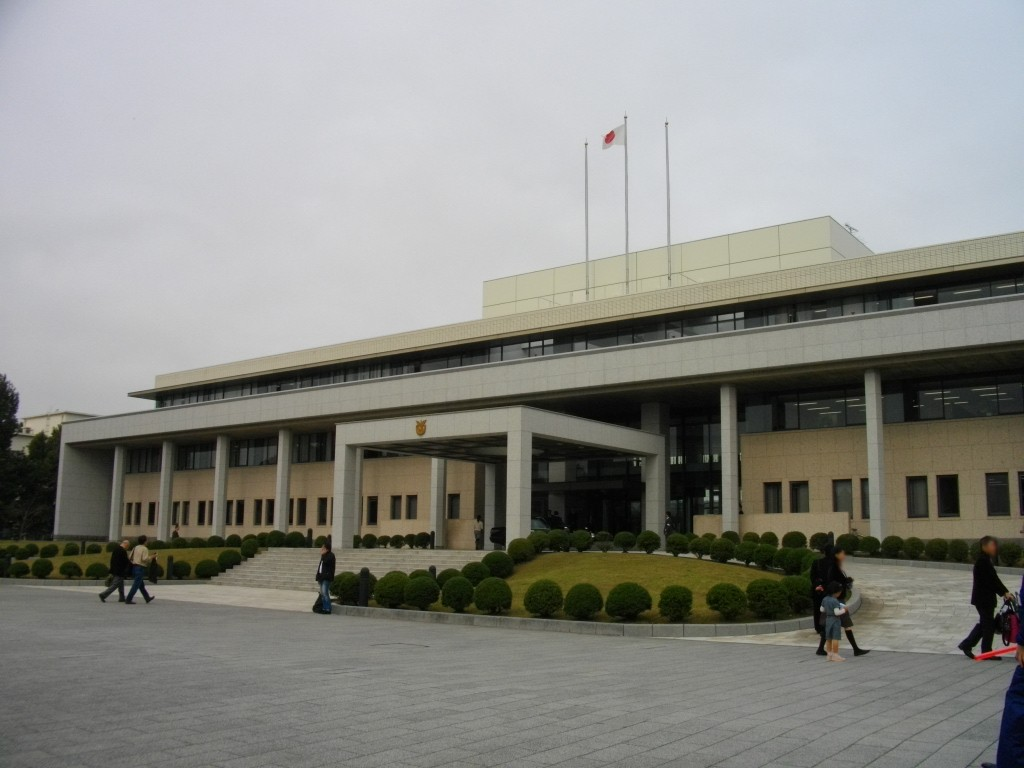
Hauptgebäude (2009)

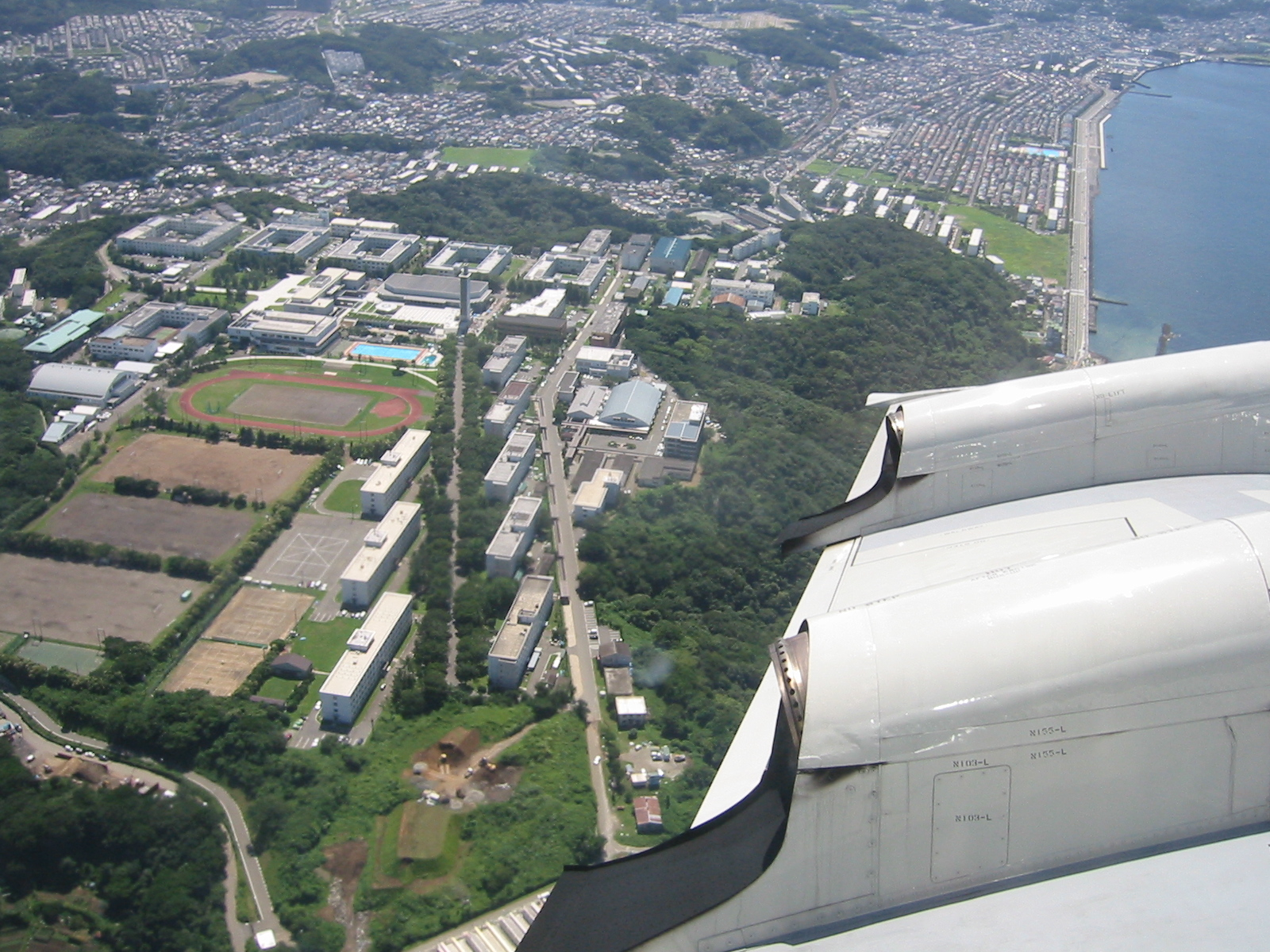
Luftbild (2002)

Die Bōei Daigakkō (jap. 防衛大学校, dt. „Hochschule für Verteidigung“; engl. National Defense Academy of Japan, kurz: Bōei dai oder NDA) ist eine staatliche Hochschule in Yokosuka in der Präfektur Kanagawa (Japan).
Die Hochschule ist die Ausbildungsanstalt der Kadetten von den japanischen Selbstverteidigungsstreitkräften, und sie ist nicht nach dem japanischen Schul- und Erziehungsgesetz (jap. 学校教育法 Gakkō kyōiku hō) eingerichtet (Also heißt sie nicht „Daigaku“, sondern „Daigakkō“). Nur Männer oder Frauen mit japanischer Nationalität im Alter 18–20 können sich für die Hochschule bewerben. Die Studierende sind als staatliche Beamte behandelt. Der Bachelorabschluss, Masterabschluss oder das Doktorat ist vergeben, nicht von der Hochschule selbst, sondern vom NIAD-QE (大学改革支援・学位授与機構).
Im Gegensatz zur Bōei Ika Daigakkō bietet die Hochschule internationalen Austausch der Kadetten an.
Die Hochschule wurde 1952 als Hoan Daigakkō (保安大学校, dt. „Hochschule für Sicherung“) gegründet. 1954 erhielt sie den heutigen Namen. Bis 1991 war sie eine Männerschule. 1962 richtete sie die Graduiertenschule ein.

## Fakultäten
- Major (Hauptfach) in Geistes- und Sozialwissenschaften (人文・社会科学専攻)
  - Abteilung für Humanwissenschaft
  - Abteilung für Public Policy
  - Abteilung für Internationale Beziehungen
- Major (Hauptfach) in Natur- und Ingenieurwissenschaften (理工学専攻)
  - Abteilung für Angewandte Physik
  - Abteilung für Angewandte Chemie
  - Abteilung für Erd- und Ozeanwissenschaften
  - Abteilung für Elektrotechnik und Elektronik
  - Abteilung für Nachrichtentechnik
  - Abteilung für Informatik
  - Abteilung für Materialwissenschaft
  - Abteilung für Maschinenlehre
  - Abteilung für Mechanical Systems Engineering
  - Abteilung für Luft- und Raumfahrttechnik
  - Abteilung für Bau- und Umweltingenieurwissenschaften